# Аеродром Подгорица
Аеродром Подгорица (познат и као аеродром Голубовци; : , : ) налази се у Голубовцима, у градској општини Зета, 12 km јужно од главног града Црне Горе, Подгорице. На аеродрому су смештене техничке базе националног авио-превозника „Ер Монтенегро”. Подгорички аеродром пружа услуге у редовном и јавном саобраћају и чартер превозу.
Аеродром Подгорица је један од два јавна аеродрома у Црној Гори, док је други је аеродром Тиват. Аеродром имао знатан пораст путника последњих година, последњих година је по броју путника то прва ваздушна лука Црне Горе. 2024. година је била са највећим забележеним бројем путника, када је кроз аеродром у Подгорици прошло више од 1,7 милиона путника.

## Историја
Историја цивилног ваздухопловства у Подгорици почиње 29. маја 1928. године слетањем двокрилца Аеропут Потез 29/2 на травнату полетно-слетну стазу у Ћемовском пољу. Овај лет је био други део експерименталне кружне руте, са почетком и завршавањем у Београду, преко Скопља, Подгорице, Аеродрома Мостар и Сарајева, са циљем да се испита одрживост редовног ваздушног саобраћаја на југу Краљевине Југославије.
5. маја 1930. године на полетно-слетну стазу код Старе Вароши слетео је авион „Аеропут Фарман Ф.300“, који је превозио путнике на релацији Београд – Сарајево – Подгорица, чиме је почео путнички ваздушни саобраћај у Подгорици.
Током Другог светског рата, аеродром у Подгорици користиле су окупационе силе Осовине, што га је учинило метом за разорна савезничка бомбардовања 1943. и 1944.
Редовни превоз путника на аеродрому почео је 8. априла 1946., са три недељна лета на релацији Подгорица - Београд. Услугом је обављао ЈАТ, користећи авионе Даглас C-47, преуређене за путничке потребе. У априлу 1957. ЈАТ је почео са редовним карго летовима за Београд, преко Сарајева. Локација аеродрома је била ограничавајући фактор за даље ширење, што је резултирало одлуком да се нови аеродром изгради јужније и даље од урбаног подручја Подгорице.
Аеродром Подгорица постоји на својој садашњој локацији од 1961, дели асфалтну полетно-слетну стазу димензија 2.500 м × 45 м са ваздушном базом Подгорица, при чему је стари аеродром пребачен у употребу у општој авијацији. Објекти аеродрома су претрпели значајну експанзију 1977.
Аеродром Подгорица је 1996. постао база за Монтенегро ерлајнс, а флота авиокомпаније је у почетку била један Фокер Ф28.
Због близине објеката ваздушне базе Подгорица, путнички терминал аеродрома је претрпео мања оштећења током НАТО бомбардовања Југославије 1999.
Од изградње 1961. до 2003., Аеродром Подгорица је био у власништву и под управом београдског ЈАТ ервејза. Авио-компанија је управљала Аеродром Подгорица као доводницом ка свом београдском чворишту, при чему су летови Подгорица - Београд чинили огромну већину путничког саобраћаја. Ова пракса је углавном окончана преносом власништва аеродрома на државно јавно предузеће Аеродроми Црне Горе, који се догодио 23. априла 2003.
Објекти аеродрома су подвргнути великој надоградњи 2006, укључујући изградњу нове зграде путничког терминала, проширење платформе, ремонт система полетно-слетних стаза и ажурирани систем осветљења аеродрома.

## Редовне линије
Следеће редовне путничке авио-компаније користе подгоричку ваздушну луку (март 2025.):
| Авио-компанија         | Одредишта\| |
| ---------------------- | --- |
| Албастар               | Сезонски чартер: Мадрид |
| Алпавија               | Сезонски: Лил |
| Ентер Ер               | Сезонски чартер: Катовице, Познањ |
| Ер Астана              | Сезонски: Алма Ата, Астана |
| Ер Монтенегро          | Београд, Истанбул, Париз-Шарл де Гол, Рим-Фијумичино, Франкфурт, Цирих Сезонски: Баку (07.06-13.09.2025.), Лион (26.04-06.07.2025.), Љубљана (02.06-29.09.2025.), Нант (26.04-27.09.2025.), Праг (01.05-01.10.2025.) Сезонски чартер: Будимпешта, Варшава-Радом, Жешов, Каиро, Катовице |
| Ер Србија              | Београд |
| Иџијан ерлајнс         | Сезонски: Атина |
| Јуровингс              | Сезонски чартер: Салцбург (од 21.04.2025.) |
| ЛОТ пољске авио-линије | Сезонски чартер: Варшава |
| Луксвинг               | Сезонски чартер: Салерно |
| Остријан ерлајнс       | Беч |
| Пегасус ерлајнс        | Сезонски чартер: Анкара, Измир |
| Рајанер                | Лондон-Стенстед Сезонски: Берлин, Брисел-Шарлроа, Вроцлав, Гдањск, Краков |
| Смартвингс             | Сезонски чартер: Гдањск |
| Тејлвинд ерлајнс       | Сезонски чартер: Истанбул |
| Теркиш ерлајнс         | Сезонски чартер: Истанбул |
| Трансавија Француска   | Сезонски: Париз-Орли |
| ФлајВан                | Сезонски чартер: Јереван |
| Визер                  | Будимпешта, Дортмунд, Меминген, Милано-Малпенса Сезонски: Беч, Катовице, Лондон-Гетвик, Варшава |

## Статистика
| Година | Путници   | Промена |
| ------ | --------- | ------- |
| 2004.  | 327.616   | 8%      |
| 2005.  | 319.665   | 2%      |
| 2006.  | 400.040   | 25%     |
| 2007.  | 465.234   | 16%     |
| 2008.  | 544.907   | 17%     |
| 2009.  | 455.642   | 16%     |
| 2010.  | 661.575   | 45%     |
| 2011.  | 619.676   | 6%      |
| 2012.  | 639.354   | 3%      |
| 2013.  | 690.009   | 8%      |
| 2014.  | 701.594   | 2%      |
| 2015.  | 748.905   | 7%      |
| 2016.  | 872.655   | 17%     |
| 2017.  | 1.054.276 | 21%     |
| 2018.  | 1.208.527 | 15%     |
| 2019.  | 1.297.367 | 7%      |
| 2020.  | 343.187   | 74%     |
| 2021.  | 652.683   | 90%     |
| 2022.  | 1.266.893 | 94%     |
| 2023.  | 1.657.522 | 31%     |
| 2024.  | 1.757.522 | 6%      |

|                            |
| Последњи унос: 14.05.2025. |

### Најпрометније линије
| 1.     | Србија, Аеродром Никола Тесла Београд          | 314.226 |
| 2.     | Турска, Аеродром Истанбул                      | 214.505 |
| 3.     | Аустрија, Аеродром Беч                         | 176.327 |
| 4.     | Пољска, Аеродром Варшава                       | 79.655  |
| 5.     | Уједињено Краљевство, Аеродром Лондон-Стенстед | 56.932  |
| Извор: |                                                |         |